# 绿里白
绿里白（学名：[Hicriopteris maxima] 错误：{{Lang}}：文本有斜体标记（帮助）），为里白科里白属下的一个植物种。其种加词“maxima”意为“大的”。
现接受名为大里白（Diplopterygium giganteum (Wall. ex Hook.) Nakai, 1950）。